# Saturn-Award-Verleihung 1996
Die 22. Saturn-Award-Verleihung fand am 25. Juni 1996 statt. Erfolgreichste Produktion mit drei Auszeichnungen wurde 12 Monkeys.

## Nominierungen und Gewinner

### Film
| Kategorie                               | Preisträger               | Film                        | Nominierungen |
| --------------------------------------- | ------------------------- | --------------------------- | --- |
| Bester Science-Fiction-Film             |                           | 12 Monkeys                  | Congo Judge Dredd Outbreak – Lautlose Killer Species Strange Days Waterworld |
| Bester Horrorfilm                       |                           | From Dusk Till Dawn         | Die Stadt der verlorenen Kinder Die Mächte des Wahnsinns Lord of Illusions Stumme Zeugin God’s Army – Die letzte Schlacht Ritter der Dämonen |
| Bester Fantasyfilm                      |                           | Ein Schweinchen namens Babe | Batman Forever Casper Fluke Der Indianer im Küchenschrank Jumanji Toy Story |
| Bester Action-/Adventure-/Thriller-Film |                           | Die üblichen Verdächtigen   | Apollo 13 Braveheart Stirb langsam: Jetzt erst recht James Bond 007 – GoldenEye Heat Sieben |
| Beste Regie                             | Kathryn Bigelow           | Strange Days                | Frank Marshall für Congo Robert Rodriguez für From Dusk Till Dawn Joe Johnston für Jumanji David Fincher für Sieben Terry Gilliam für 12 Monkeys Bryan Singer für Die üblichen Verdächtigen                                                                              |
| Bestes Drehbuch                         | Andrew Kevin Walker       | Sieben                      | George Miller & Chris Noonan für Ein Schweinchen namens Babe Quentin Tarantino für From Dusk Till Dawn James Cameron & Jay Cocks für Strange Days Joss Whedon, Andrew Stanton, Joel Cohen & Alec Sokolow für Toy Story David Webb Peoples & Janet Peoples für 12 Monkeys |
| Beste Spezialeffekte                    | Stan Parks                | Jumanji                     | John Dykstra, Thomas L. Fisher, Andrew Adamson & Eric Durst für Batman Forever Scott Farrar, Stan Winston & Michael Lantieri für Congo Eric Brevig für Der Indianer im Küchenschrank Joel Hynek für Judge Dredd Richard Edlund & Steve Johnson für Species               |
| Beste Musik                             | John Ottman               | Die üblichen Verdächtigen   | James Horner für Braveheart Christopher Young für Copykill Hans Zimmer für Crimson Tide – In tiefster Gefahr Danny Elfman für Dolores Howard Shore für Sieben |
| Bestes Kostüm                           | Julie Weiss               | 12 Monkeys                  | Bob Ringwood & Ingrid Ferrin für Batman Forever Charles Knode für Braveheart Jean Paul Gaultier für Die Stadt der verlorenen Kinder Gianni Versace & Emma Porteus für Judge Dredd John Bloomfield für Waterworld                                                         |
| Bestes Make-Up                          | Jean Ann Black Rob Bottin | Sieben                      | Rick Baker, Ve Neill & Yolanda Toussieng für Batman Forever K.N.B. EFX Group Inc. für From Dusk Till Dawn K.N.B. EFX Group Inc. für Die Mächte des Wahnsinns Nick Dudman & Chris Cunningham für Judge Dredd Steve Johnson, Bill Corso & Kenny Myers für Species          |
| Bester Hauptdarsteller                  | George Clooney            | From Dusk Till Dawn         | Pierce Brosnan für James Bond 007 – GoldenEye Robin Williams für Jumanji Morgan Freeman für Sieben Ralph Fiennes für Strange Days Bruce Willis für 12 Monkeys |
| Beste Hauptdarstellerin                 | Angela Bassett            | Strange Days                | Kathy Bates für Dolores Marina Zudina für Stumme Zeugin Sharon Stone für Schneller als der Tod Nicole Kidman für To Die For Madeleine Stowe für 12 Monkeys |
| Bester Nebendarsteller                  | Brad Pitt                 | 12 Monkeys                  | Harvey Keitel für From Dusk Till Dawn Quentin Tarantino für From Dusk Till Dawn Val Kilmer für Heat Tim Roth für Rob Roy Christopher Walken für God’s Army – Die letzte Schlacht                                                                                         |
| Beste Nebendarstellerin                 | Bonnie Hunt               | Jumanji                     | Salma Hayek für Desperado Jennifer Jason Leigh für Dolores Juliette Lewis für From Dusk Till Dawn Gwyneth Paltrow für Sieben Illeana Douglas für To Die For |
| Bester Nachwuchsschauspieler            | Christina Ricci           | Casper                      | Judith Vittet für Die Stadt der verlorenen Kinder Max Pomeranc für Fluke Hal Scardino für Der Indianer im Küchenschrank Kirsten Dunst für Jumanji Bradley Pierce für Jumanji                                                                                             |

### Fernsehen
| Kategorie                  | Preisträger | Film                                    | Nominierungen |
| -------------------------- | ----------- | --------------------------------------- | --- |
| Beste Fernsehpräsentation  |             | Alien Nation: Millennium                | Alien Autopsy: (Fact or Fiction?) Attack of the Killer B-Movies Gänsehaut – Die Stunde der Geister (für den Pilotfilm) The Invaders – Invasion aus dem All Die Langoliers |
| Beste Network-Fernsehserie |             | Outer Limits – Die unbekannte Dimension | American Gothic – Prinz der Finsternis Die Simpsons Sliders – Das Tor in eine fremde Dimension Space 2063 Star Trek: Deep Space Nine                                      |

### Homevideo
| Kategorie                   | Preisträger | Film                | Nominierungen |
| --------------------------- | ----------- | ------------------- | --- |
| Beste Videoveröffentlichung |             | V: The Final Battle | Beastmaster – Das Auge des Braxus In einem Land vor unserer Zeit III – Die Zeit der großen Gabe Das Geheimnis des Seehund-Babys Terminal Voyage Timemaster – Aus der Zukunft zurück |

### Ehrenpreise
| Kategorie                 | Preisträger                           | Film | Nominierungen |
| ------------------------- | ------------------------------------- | ---- | ------------- |
| Special Award             | Castle Rock Entertainment             |      |               |
| George Pal Memorial Award | John Carpenter                        |      |               |
| Life Career Award         | Albert R. Broccoli Edward R. Pressman |      |               |
| Lebenswerk                | Harrison Ford                         |      |               |
| President’s Award         | Robert Wise Bryan Singer              |      |               |